# Ardisia bakeri
Ardisia bakeri C.T.White – gatunek roślin z rodziny pierwiosnkowatych (Primulaceae). Występuje naturalnie w Australii – w stanach Queensland oraz Nowa Południowa Walia. 

## Morfologia
PokrójZimozielone drzewo lub krzew.
LiścieBlaszka liściowa ma eliptyczny, podługowaty lub lancetowaty kształt. Mierzy 5–10 cm długości oraz 1–2,5 cm szerokości, jest całobrzega lub karbowana na brzegu, ma tępą lub klinową nasadę i spiczasty wierzchołek. Ogonek liściowy jest nagi i ma 2–6 mm długości.
KwiatyZebrane w gronach wyrastających z kątów pędów. Mają działki kielicha o owalnym kształcie. Płatki są owalne i mają białą barwę oraz 3 mm długości.
OwocPestkowce mierzące 7-10 mm średnicy, o kulistym kształcie.

## Biologia i ekologia
Rośnie w lasach. 